# ويندي وارد
ويندي وارد (بالإنجليزية: Wendy Ward)‏ هي لاعبة غولف أمريكية، ولدت في 6 مايو 1973 في سان أنطونيو في الولايات المتحدة.

## وصلات خارجية
- ويندي وارد على موقع رابطة لاعبات الغولف المحترفات (الإنجليزية)